# چرخند (فیلم ۱۹۸۷)
چرخند (انگلیسی: Cyclone) فیلمی در ژانر اکشن، علمی–تخیلی، و جاسوسی به کارگردانی فرد اولان ری است که در سال ۱۹۸۷ منتشر شد. از بازیگران آن می‌توان به هتر توماس، جفری کمبس و مارتین لاندو اشاره کرد.